# Repetitivní DNA
Repetitivní DNA je označení pro DNA obsahující opakující se sekvence DNA. Velkou část tvoří transpozony. Mnohdy se využívá jako genetický marker.

## Rozdělení
- Tandemová repetitivní DNA:
  - Satelitní DNA,
  - Minisatelity,
  - Mikrosatelity;

- Rozptýlená repetitivní DNA:
  - SINEs (short interspersed nuclear elements) - zejména Alu sekvence
  - LINEs (long interspersed nuclear elements) - zejména LINE-1

U prokaryot jsou některé opakující se sekvence nazývány CRISPR.